# San Benito, San Luis Potosí
San Benito är en ort i Mexiko.   Den ligger i kommunen Tanlajás och delstaten San Luis Potosí, i den centrala delen av landet, 260 km norr om huvudstaden Mexico City. San Benito ligger 46 meter över havet och antalet invånare är 357.
Terrängen runt San Benito är huvudsakligen platt, men söderut är den kuperad. Runt San Benito är det ganska glesbefolkat, med 34 invånare per kvadratkilometer. Närmaste större samhälle är Ejido San José Xilatzén, 14,7 km sydväst om San Benito. Omgivningarna runt San Benito är en mosaik av jordbruksmark och naturlig växtlighet.